# Germânia (Tácito)

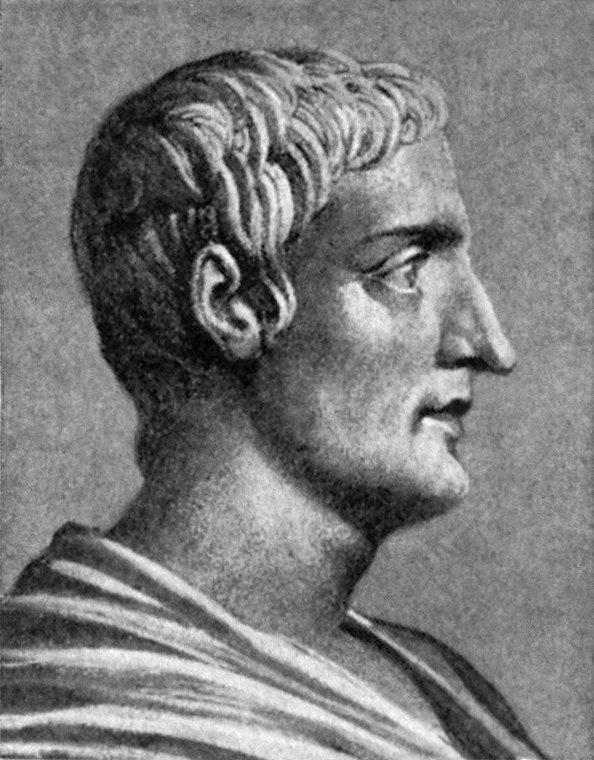
Públio Cornélio Tácito, autor de Germânia

Germânia (em latim: De Origine et situ Germanorum; lit. "Da origem e situação dos germanos") é uma obra etnográfica escrita pelo historiador romano Públio Cornélio Tácito no século I, que descreve as tribos germânicas que habitavam as regiões de fronteira do Império Romano.
Desta obra sobreviveu apenas um único manuscrito, encontrado na Abadia de Hersfeld, no então Sacro Império Romano-Germânico, e que foi levado à Itália em 1455, onde Enea Silvio Piccolomini (mais tarde papa Pio II) o examinou e analisou, despertando o interesse de humanistas alemães como Conrad Celtis, Johannes Aventinus e, particularmente, Ulrich von Hutten, que viam a obra como uma fonte autêntica sobre a antiga Germânia. Desde então o texto mantém grande importância no que diz respeito à cultura, história, filologia e etnologia dos antigos povos germânicos, bem como, em menor escala, dos povos que habitavam a Escandinávia.[carece de fontes?]
Tácito parece ter tido como fontes obras ou citações de obras de autores gregos e latinos, entre os quais o grego Posidônio e os romanos Júlio César, Tito Lívio e Plínio, o Velho.[carece de fontes?]